# 성기사 (캐릭터 클래스)
성기사 (성전사 또는 십자군이라고도 한다)는 많은 롤플레잉 테이블톱 게임과 비디오 게임에서 일반적인 캐릭터 클래스이다. 틀은 던전 & 드래곤의 동명 캐릭터 클래스를 통해 도입되었을 수 있다. 클래스 이면의 넓은 개념은 "신성한 전사"라는 개념으로 전사와 성직자 클래스의 측면을 결합한 것이다.
전사 측면은 일반적으로 중세 성기나 르네상스 시대의 빛나는 갑옷을 입은 과오기사의 가상의 기사도 이미지를 본뜬 것이다. 종교적 측면은 역사적 성기사의 8세기 프랑크 왕국의 왕이자 자칭 기독교 수호자였던 샤를마뉴의 경호원 또는 오른팔로 알려진 역할; 또는 십자군, 특히 성전 기사단, 구호 기사단이나 튜턴 기사단과 같은 기사도의 종교적 배경에 대한 대안을 떠올리게 한다.
게임 측면에서 성기사는 일반적으로 무엇보다 먼저 전사 캐릭터이며 무거운 무기와 갑옷에 능숙한 동시에, 진정한 사제나 성직자보다 정도는 낮지만, 치유, 보호 및 악의 마법 (산송장 포함)에 대항하는 축복 또는 마법 능력을 타고났다. 그들의 전망은 일반적으로 신앙의 호전적인 수호자이며 때로는 성직자, 선교사, 광신도나 종교 재판관 영역으로 넘어간다.

## 게임 속 성기사

### 던전 & 드래곤
던전 & 드래곤 롤플레잉 게임에서 성기사는 기본 캐릭터 클래스 중 하나이다. 성기사는 선과 질서의 이름으로 성전을 짓는 성기사이며, 신의 주문을 시전한다. 정의 및 게임 제한에 따라 성기사는 D&D 1-3판에서 항상 '질서 선' 정렬을 따른다. 4판에서는 성기사가 신의 성향을 맞출 수 있다. 성기사 캐릭터는 선과 법을 보이고 구현해야 한다. 거짓말을 하거나 독을 사용해서는 안 되며, 일부 해석에서는 최후의 수단으로만 은신, 쏘는 무기나 기타 형태의 비인간적인 전쟁을 행해야 한다고 말한다. 질서 선이 아닌 다른 정렬로 전환하거나 성기사의 행동 강령 일부를 위반하면 모든 클래스 능력을 잃게 된다.
성기사는 정의의 수호자이자 다양한 신성한 힘으로 보호되고 강화된 악의 파괴자이다. 이러한 힘의 대부분은 성기사 주변 사람들에게 혜택을 제공하는 것과 관련이 있다. 여기에는 질병의 치료와 치유, 전투 사기, 언데드 전환이 포함된다. 대부분의 능력은 성직자의 능력과 비슷하지만 낮은 수준이다.
성기사의 전형적인 모습은 빛나는 갑옷을 입은 기사의 모습이다. 클래스가 파생된 인물인 폴 앤더슨의 소설 "세 심장와 세 사자"에 나오는 홀거 칼슨도 그런 인물이지만, 기사가 되는 것이 성기사가 되는 조건은 결코 아니다. 그들은 종종 수도회에 가입하거나 교회에 봉사하지만 스스로 행동할 수도 있다.
이후 판에서는 성기사가 특정 종교 조직과 관련된 전투의 정점에 불과하다는 보다 일반화된 개념을 제시했다. 이는 질서 선이 아닌 다른 신들의 성기사들을 허용했다. 모든 성기사는 따라야 하는 규정이나 규칙 모음을 가지고 있었지만, 행동을 지배하는 규칙 사이의 관점의 차이로 인해 순서가 바뀌었다. 이는 게임 설정에서 더 극악무도한 악당 중 하나인 "반성기사" 또는 "불한당"을 허용했다. 적절한 성기사와 완전히 반대되는 그는 사악한 질서의 어두운 챔피언 중 하나이다. 그에 관한 모든 것은 성기사의 뒤틀린 얼굴이다. 성기사가 매력적이거나 믿을 수 있는 방식으로 카리스마가 있는 반면, 반성기사의 카리스마는 무섭거나 교묘한 데서 나온다. 성기사의 능력은 또한 "해를 끼치다", "질병을 유발하다", "공포를 불러일으키다"와 같은 반성기사의 능력으로 조롱을 당했다. 이들은 플레이어 캐릭터로 추천된 적이 없다.

## 같이 보기
- 성직자 (캐릭터 클래스)
- 전사 (캐릭터 클래스)
- 파이널 판타지 게임플레이

## 참고 도서
- Defenders of The Faith – A Guidebook to Clerics and Paladins D&D Accessory by Rich Redman & James Wyatt. 2001